# Helensburgh
Helensburgh, schottisch-gälisch: Baile Eilidh ist eine Stadt in Argyll and Bute, Schottland. Sie liegt am Übergangsbereich der Nordküste des Firth of Clyde in die Ostküste des Meeresarmes Gare Loch.

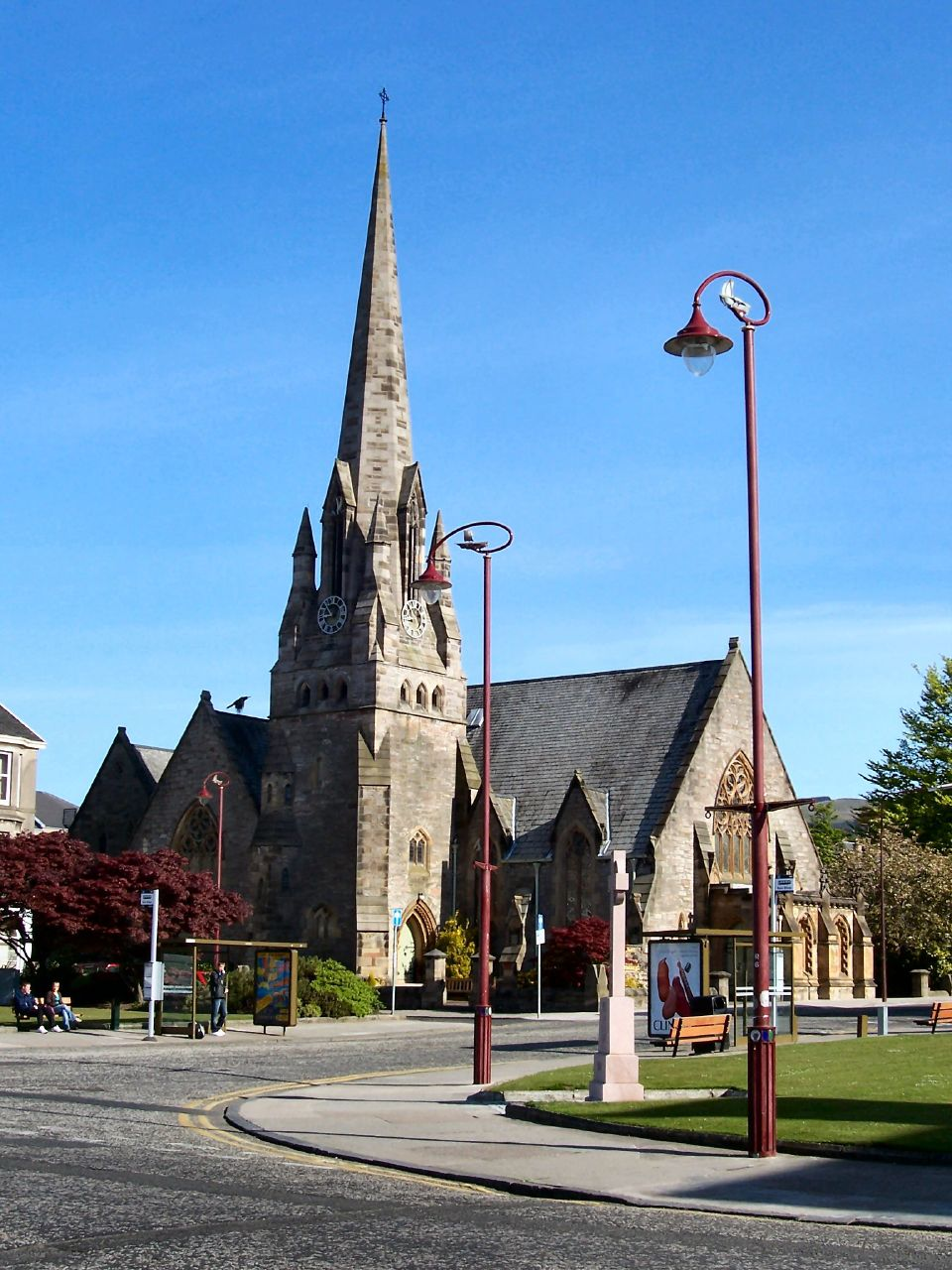
Die West Kirk (Colquhoun Square im Stadtzentrum von Helensburgh)

## Geschichte
Im Jahre 1757 erwarb Sir James Colquhoun vom Clan Colquhoun aus Luss von Charles Lord Cathcart einen Landstrich am Nordufer des Firth of Clyde, welcher aus dem Nachlass des 1752 verstorbenen John Shaw, 3. Baronet von Greenock stammte. Das Gebiet, nach einem gälischen Wort für eine Kornmühle als Malig oder auch Milrigs benannt, war eine zum großen Teil mit verschiedenen Arten von Ginster bewachsene Heidelandschaft. Der neue Eigentümer sorgte in den nächsten Jahren erfolgreich dafür, das bis dahin aus landwirtschaftlicher Sicht wenig produktive Gebiet in fruchtbares Ackerland umzuwandeln. Colquhoun wollte außerdem an der Küste eine Planstadt entstehen lassen, deren Grundriss architektonisch an die New Town von Edinburgh angelehnt war. Drei zueinander parallel entlang der Küste verlaufende sowie eine Reihe von rechtwinklig dazu verlaufen Querstraßen ergaben quadratische Baublöcke mit einer Fläche von jeweils zwei Acres. Die zentrale Kreuzung wurde durch Auslassen eines Feldes an jeder der vier Ecken zu einem ebenfalls quadratischen Platz, dem Colquhoun Square, erweitert.
Im Januar 1776 erschien in einer Glasgower Zeitung eine Anzeige, wonach, unter großzügigen Konditionen, Grundstücke in Erbpacht in dieser neuen Siedlung zu vergeben wären. Gesucht würden insbesondere in Textilherstellung- und verarbeitung geschulte Menschen. Die Ortschaft wurde zunächst, in Anlehnung an den alten Landschaftsnamen, als Muleigh, Maligs Town oder einfach New Town bezeichnet, später erhielt sie, zu Ehren von Colquhouns Frau den Namen Helensburgh.
Die kleine Siedlung entwickelte sich zunächst nur schleppend, 1794 waren erst rund 17 Häuser errichtet. 1802 erhielt Helensburgh den Status eines Burgh of Barony, ähnlich einer Stadtrechtsverleihung und verbunden mit der Berechtigung, einen wöchentlichen Markt sowie vier Jahrmärkte auszurichten. Doch auch dieses vermochte der Stadt nicht weiterhelfen, ihrer ursprünglich angedachten Funktion als bedeutender Standort der Textilindustrie gerecht zu werden. Diese sollte auch in der Folgezeit nie über den lokalen Markt hinaus Bedeutung erlangen.
Stattdessen setzte Anfang des 19. Jahrhunderts eine Entwicklung ein, deren Folgen Helensburgh bis heute stark prägen. Händler und Industrielle, insbesondere aus Glasgow, Greenock und Paisley entdeckten die Reize der nach Süden ausgerichteten Lage und des wohltuenden Meeresklimas und wählten sich Helensburgh als Sommerfrische aus. Hinzu kamen zunehmend Badeurlauber und so stieg die Zahl der Bewohner bis Ende des ersten Jahrzehnts auf rund 500, in den Sommermonaten auf 2000 an. Hilfreich waren die nicht allzu große Entfernung nach Glasgow, die verhältnismäßig gute Straßenverbindung sowie eine tägliche Postbelieferung.
Der Schiffsbauer, Ingenieur und zeitweilige Provost (Stadtvorsteher) John Bell, der sich in der Stadt niedergelassen hatte, um ein Hotel zu betreiben, übernahm von dem US-Amerikaner Robert Fulton dessen neuartiges Konzept dampfgetriebener Schiffe. Bell konstruierte daraufhin ein eigenes Schiff, die Comet. Mit diesem bot er ab 1812 regelmäßige Fährverbindungen zwischen Glasgow, Greenock und Helensburgh an. Mit diesem Angebot, zugleich der erste kommerzielle Dampfschiffbetrieb in Europa, verbesserte sich die Erreichbarkeit Helensburgh beträchtlich. Dies führte dazu, dass sich zunehmend Menschen, die anderen Ortes ihren Geschäften nachgingen, die Stadt als Wohnstandort auswählten. Gleichwohl sollte es bis zum Jahre 1835 dauern, ehe erstmals eine Erweiterung des ursprünglichen Stadtgebietes in Angriff genommen wurde, letztlich ein Zeichen, wie überambitioniert Colquhouns Plan gewesen war. Die Entwicklung der Stadt sollte sich verstärken, nachdem die Stadt 1858 mit der Eröffnung der Glasgow, Dumbarton and Helensburgh Railway einen Eisenbahnanschluss erhielt. Für das Jahr 1860 sind mehrmals täglich verkehrende Fährverbindungen nach Garelochhead, Greenock, Glasgow, Port Glasgow und Rosneath nachgewiesen. Für die nun einsetzenden Stadterweiterungen zeichnete der Architekt William Spence. Er sorgte dafür, dass das rechtwinklige Straßensystem, mit wenigen Ausnahmen, planerisch über den alten Kern hinaus fortgesetzt wurde. Spence entwarf auch eine Reihe von einzelnen Gebäuden, so die Hermitage-Schule und die Sankt Columba Kirche. Es entstand so eine großzügig geschnittene Stadt mit breiten Straßen und viel Platz für Grünflächen, gleichzeitig aber auch eine Zweiteilung zwischen einem von Händlern, Gewerbetreibenden und Handwerkern, darunter auch etliche Gärtner, geprägten Bereich entlang der Küste und einem von großzügigen Anwesen geprägten Bereich entlang des Hanges.
Ein von Anfang an vorgesehener und zu späteren Zeiten immer wieder diskutierter Ausbau des Anlegers zu einem regulären Hafen unterblieb letztlich. Das bestehende Pier galt in den 1830er Jahren als eines der heruntergekommensten in ganz Schottland. Teilweise zogen Passagiere die Weiterfahrt zur nächsten Anlegestelle in Rhu und den anschließenden Rückweg auf dem Land dem unbequemen Ausstieg in Helensburgh vor. Schließlich entstand 1860 ein neues Pier, ohne dass die grundlegenden Probleme, auch in Bezug auf die benötigten Kapazitäten, damit gelöst worden wären. Ab 1869 war Helensburgh für einige Jahre wichtiger Umschlagplatz für die aufkommende Heringsfischerei, was die schwierige Situation nur verschärfte. Gelöst wurde das Problem, nach mehreren gescheiterten Anläufen schließlich durch den Bau eines neuen Hafens 1882, unmittelbar östlich der Stadtgrenze und im benachbarten Civil Parish von, beim Weiler Craigendoran. Dieser bekam einen Gleisanschluss an die in unmittelbarer Nähe vorbeiführende Bahnstrecke und dort auch einen Bahnhof.
Im Bereich dieses Bahnhofs Craigendoran wurde 1894 auch die weiter in den Norden führende West Highland Railway angeschlossen, welche den Stadtkern nordöstlich und leicht höher gelegen umgeht. Der in diesem Zusammenhang neu errichtete, oberhalb der Stadt gelegene Haltepunkt Helensburgh Upper ermöglichte die Erschließung auch höher gelegener Bereiche des Stadtgebietes und damit insbesondere solcher, die eine hervorragende Aussicht über den Meeresarm und dessen Umgebung boten. In der Folge entstanden dort etliche Villen, deren teilweise außergewöhnliche Architektur bemerkenswert ist und die in einer solchen Dichte nur an wenigen anderen Orten anzutreffen sind. Neben die bereits bestehenden viktorianisch und edwardianisch geprägten Gebäude kamen auch solche mit Elementen anderer Baustile wie etwa dem Art déco. In den 1930er Jahren wurde Helensburgh, auch aufgrund der großzügig mit Baumreihen gestalteten Straßenzüge erstmals als Garden City, als Gartenstadt bezeichnet. Zwei kleinere Viertel, entstanden in der Gegend von Schloss Ardencaple 1919 sowie im Kirkmichael Estate 1935, die Ebenezer Howards Konzept der Gartenstadt nachempfunden waren, fielen letztlich nicht mehr sonderlich ins Gewicht.

## Helensburgh heute
Helensburgh präsentiert sich heute als von Touristen gerne besuchtes Seebad mit einer Strandpromenade und einem Anleger, der aber, nach Einstellung der letzten Fährverbindung 2012, nur noch von Ausflugsschiffen genutzt wird. In diesem Bereich befinden sich auch ein Hallenbad sowie das optisch auffällige, weil im Turm einer ehemaligen Kirche untergebrachte Tourismusbüro. Unmittelbar nördlich der Stadtgrenze, schon zum Nachbarort Rhu gehörend, liegt eine Marina für Segelboote und Yachten. In der Stadt werden alljährlich Highland Games veranstaltet.
Die Stadt ist ein attraktiver Wohnort für Leute, die nach Glasgow zur Arbeit pendeln, aber auch für Militärangehörige, denn nur wenige Kilometer nördlich am Ostufer des Gare Loch befindet sich der Marinestützpunkt Faslane. Die Einrichtung ist ein wichtiger wirtschaftlicher Faktor und gleichzeitig Arbeitgeber für die Bevölkerung Helensburgh. Die Marine betreibt in der Stadt ein Betreuungszentrum für ihre Angehörigen. Helensburgh gilt als eine verhältnismäßig teure Wohngegend. Im Jahre 2006 waren die Immobilienpreise, nach Edinburgh, die zweithöchsten in ganz Schottland.
In ihrer zentralörtlichen Funktion ist Helensburgh das Haupteinkaufzentrum der Umgebung. In der Stadt befindet sich außerdem eine der elf als Service Points bezeichneten dezentralen Anlaufstellen der übergeordneten Verwaltungseinheit Argyll and Bute. Helensburgh gilt als deren offizielles zweites Verwaltungszentrum nach Lochgilphead.

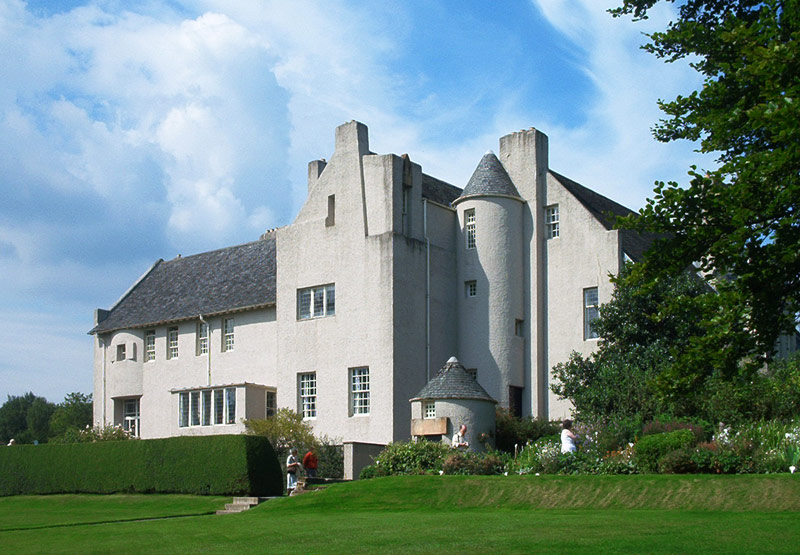
Hill House

Jüngere Entwicklungen zeigen einen Wandel in der touristischen Nachfrage von längerfristig verweilenden hin zu Tagestouristen. Dementsprechend ist die Zahl der Übernachtungen und in Folge die Zahl der Hotels und Pensionen rückläufig. Auch der Grund, die Stadt zu besuchen wandelte sich von, an der Lage an einem Meeresarm angezogenen Touristen hin zu solchen, die sich für die architektonischen Besonderheiten interessieren. Insbesondere wäre hier das Hill House zu nennen, welches jährlich rund 40.000 Besucher verzeichnet und mittlerweile sogar zur Aufnahme in die Liste des Weltkulturerbes in Betracht gezogen wird. Als drittes touristisches Standbein wird ökologischer Tourismus gesehen. Eine wichtige Rolle spielt dabei die Nähe der Stadt zum Loch-Lomond-and-the-Trossachs-Nationalpark, der auf der Höhe oberhalb Helensburgh und unmittelbar an der Stadtgrenze beginnt. Die Stadt ist Ausgangspunkt der Three Lochs Way Walking Route, eines Wanderweges, der Gare Loch, Loch Lomond und Loch Long miteinander verbindet.
Sowohl der an der Küste gelegene Bereich als auch der historische Stadtkern sollen nach Ansicht der Gemeinde wieder attraktiver gemacht werden. Hierzu sollen sowohl die Küstenpromenade als auch der zentral gelegenen Colquhoun Square aufgewertet und umgebaut werden. Die Umgestaltungsarbeiten sollen im Sommer 2014 abgeschlossen sein. Für den Bereich um das Pier selbst sowie das 2008 aufgelassene ehemalige Gelände einer Schule wurde Anfang der 2010er Jahre ein Masterplan erstellt.

## Sehenswürdigkeiten
Auf dem Gebiet der Stadt stehen etwas über zweihundert Objekte unter Denkmalschutz. Von diesen fallen, neben dem bereits genannten Hill House, zwölf weitere in die höchste Kategorie A. Dies sind die St Michael and All Angels’ Church, das Kriegsdenkmal im Hermitage Park, die Villen Dalmore House, Cairndhu House, Brantwoode, Drumadoon, Greycourt, Longcroft, Rockland, Red Towers, White House sowie das Gebäude 38–40 Sinclair Street.
Das 1296 erstmals erwähnte Schloss Ardencaple, im 16. Jahrhundert erweitert und Ende des 18. Jahrhunderts umgestaltet musste Ende der 1950er Jahre dem Bau einer Wohnsiedlung für Marineangehörige weichen. Von der ursprünglichen Anlage blieb nur ein einzelner Turm vorhanden, der Schiffen als Orientierungspunkt dienen sollte.
Vom Höhenzug oberhalb der Stadt hat man eine wunderbare Aussicht in die Umgebung. In nördlicher Richtung reicht der Blick in den Nationalpark hinein über Loch Lomond bis zu den Arrochar Alps, in südlicher, insbesondere vom höchsten Berg der Stadt, dem Ben Bouie aus, über den Clyde sowie in die Hügellandschaft des südlichen Argyll.

## Verwaltungszugehörigkeit
Zum Zeitpunkt seines Entstehens lag das Gebiet von Helensburgh im Bereich des, damals noch rein kirchlichen, Parish von Row und innerhalb von Dunbartonshire. Mit Errichtung der Civil Parishes als kommunale Verwaltungsbezirke in Schottland 1845, auf Basis und mit dem zunächst gleichen Gebietsbestand, kam Helensburgh folgerichtig zum Civil Parish von Row, 1927 in Rhu umbenannt. Aufgrund des Local Government (Scotland) Act 1929 erfolgte erstmals eine Umstrukturierung: Helensburgh wurde Zentrum des Helensburgh District, der mehrere der, nun auf eine rein statistische Funktion reduzierten, Civil Parishes umfasste und von der Stadtgrenze von Dumbarton bis an die Nordspitze von Loch Lomond reichte. Die Stadt selbst erhielt den Status eines Small Burgh zuerkannt.
Mit dem Local Government (Scotland) Act 1973 wurde das schottische Verwaltungssystem abermals reformiert. Aus dem County Dunbarton wurde der District Dunbarton, nun als Teil der neu eingeführten Region Strathclyde. Das bisherige lokale System der Burghs und Districts verschwand, ihre Aufgaben gingen nun die neuen, vergrößerten Distrikte und Regionen über. Im Mai 1975 wurden diese Änderungen vollzogen, sowohl der Stadtrat als auch der District Council von Helensburgh aufgelöst. Stattdessen wurde ein Community Council eingerichtet, dem per Gesetz hauptsächlich eine beratende Funktion zugewiesen ist.
Mit dem Local Government etc. (Scotland) Act 1994 wurde die bis dahin bestehende Doppelstruktur aus Regionen und Distrikten wieder abgeschafft und stattdessen Unitary Authorities eingerichtet, in denen alle kommunalen und regionalen Aufgabenbereiche gebündelt wurden. Helensburgh wurde der neu geschaffenen UA Argyll and Bute zugeteilt, was gleichzeitig bedeutete, dass die Stadt erstmals in ihrer Geschichte administrativ von Dunbarton getrennt wurde.
Helensburgh bildet auf kommunaler Ebene heute eine eigenständige Community Council Area, die neben der eigentlichen Stadt auch die östlich gelegene, dünn besiedelte Gegend umfasst, die nicht zum historischen Gebiet des Burghs gehörten, sondern Teil des angrenzenden Parish von Cardross waren. Dort existierte bis in die 2000er Jahre ein eigenständiger Colgrain Community Council. Größte Siedlung in diesem Bereich ist das mittlerweile mit Helensburgh zusammengewachsene Craigendoran.

## Verkehr
Helensburgh besitzt drei Bahnhöfe an zwei unterschiedlichen Eisenbahnstrecken. Der Bahnhof Helensburgh Central als Kopfbahnhof ist einer der beiden westlichen Endpunkte der North Clyde Line, Helensburgh Upper liegt an der von Norden kommenden West Highland Line. Beide Strecken vereinigen sich im am östlichen Stadtrand gelegenen Bahnhof Craigendoran, wobei die Züge der West Highland Line dort nicht halten, und führen weiter über Glasgow nach Edinburgh. Während auf der West Highland Line rund ein halbes Dutzend Fahrtenpaare täglich angeboten werden, fahren die Züge auf der North Clyde Line im Halbstundentakt. Helensburgh Upper ist außerdem Haltepunkt des Caledonian Sleeper, einem zwischen Fort William und London verkehrenden Nachtzug.
Bis April 2012 bestand eine regelmäßige Fährverbindung von Helensburgh über das Gare Loch nach Kilcreggan am Ende der Rosneath-Halbinsel und weiter über den Firth of Clyde nach Gourock in Inverclyde, wurde dann aber aus Rentabilitätsgründen auf den Abschnitt von Kilcreggan nach Gourock reduziert.
In den Sommermonaten wird der Helensburgh Pier im Rahmen von Ausflugsfahrten von der Waverley, dem letzten noch aktiven Hochsee-Schaufelraddampfer, angesteuert.

## Söhne und Töchter
- Herbert Guthrie-Smith (1862–1940), neuseeländischer Landwirt, Autor und Naturschützer schottischer Herkunft
- Allan D. Mainds (1881–1945), Maler, Designer und Kunstpädagoge
- Norah Neilson Gray (1882–1931), Porträtmalerin und wichtige Vertreterin der Glasgow School
- John Logie Baird (1888–1946), Erfinder und Fernsehpionier
- Jack Buchanan (1891–1957), Schauspieler, Sänger und Theaterproduzent
- Richard Law, 1. Baron Coleraine (1901–1980), Politiker
- David MacDonald (1904–1983), Regisseur
- Deborah Kerr (1921–2007), Filmschauspielerin
- James Copeland (1923–2002), Schauspieler
- Andrew Dunlop (* 1959), Politiker
- Morven Christie (* 1979), Filmschauspielerin